# Thorolf Rafto
Thorolf Rafto (6.7.1922 - 4.11.1986) là nhà hoạt động nhân quyền và là giảng viên môn lịch sử kinh tế ở Trường Cao đẳng Thương mại Na Uy tại Bergen, Na Uy. Trong chuyến viếng thăm Praha năm 1979 để dạy tư một giáo trình cho các sinh viên bị các trường đại học địa phương đuổi khỏi trường vì lý do chính trị, ông đã bị công an cộng sản Tiệp Khắc bắt và đánh đập . Ông đã bị tổn thương suốt quãng đời còn lại và qua đời năm 1986 ở tuổi 64. Ngay sau khi ông qua đời, các bạn và các đồng nghiệp của ông đã thiết lập Quỹ Nhân quyền Thorolf Rafto trong cùng năm, để tiếp tục những nỗ lực đấu tranh cho dân chủ và nhân quyền của ông.

## Cuộc đời
Thorolf Rafto sinh ngày 6 tháng 7 năm 1922 ở Bergen, Na Uy. Cha ông, Robert Rafto là một vận động viên thể dục thể thao đã đoạt chức vô địch giải điền kinh 10 môn phối hợp (decathlon) của Na Uy năm 1918 và đã từng tham gia Thế vận hội. Bản thân Rafto cũng là vận động viên điền kinh và cũng đã đoạt chức vô địch giải điền kinh 10 môn phối hợp của Na Uy năm 1947.
Trong thời Chiến tranh thế giới thứ hai, Thorolf Rafto trốn sang Vương quốc Anh và phục vụ trong Không quân Hoàng gia Anh. Sau chiến tranh, ông trở về Bergen, học ngành Ngôn ngữ và Lịch sử và tốt nghiệp ở Đại học Bergen. Năm 1956, Thorolf Rafto trở thành giảng viên ở Trường Cao đẳng Thương mại Na Uy tại Bergen.

## Hoạt động chính trị
Rafto đã bắt đầu quan tâm tới các hoạt động chính trị ở Đông Âu từ sự kiện Mùa xuân Praha năm 1968. Sau đó Thorolf Rafto đã rất ủng hộ các tư tưởng tự do của các nhà cải cách Tiệp Khắc như Alexander Dubček và Jiří Hájek. Năm 1973, Thorolf Rafto đã đến Odessa, nơi ông chứng kiến cuộc đàn áp các nhà trí thức và những người Do Thái "refuseniks" xin di cư sang Israel. Khi trở về từ Liên Xô, Rafto đã viết một bài chỉ trích chính sách đối nội của Liên Xô trên báo Corriere della Sera của Ý, mà sau này được xuất bản ở Na Uy và Đan Mạch. Tháng 3 năm 1984, ông đã được "Tổ chức thanh niên Do Thái ở Đan Mạch" trao tặng Giải Ben-Adam cho những nỗ lực của ông nhân danh những người Do Thái ở Liên Xô.
Năm 1979, Rafto lại đi Praha để dạy tư một giáo trình cho các sinh viên bị các trường đại học địa phương đuổi khỏi trường vì lý do chính trị, ông đã bị công an cộng sản Tiệp Khắc bắt và đánh đập, sau đó phải trở về Na Uy. Năm 1981, Rafto thực hiện một số chuyến đi tới Ba Lan để làm việc chặt chẽ hơn với các tổ chức lao động ở đó.

## Đời tư
Năm 1950, ở tuổi 28, Rafto kết hôn với Helga Hatletvedt, họ có bốn người con.

## Từ trần
Năm 1985 sức khỏe của ông bị suy yếu trầm trọng. Ông qua đời ngày 4.11.1986

## Quỹ Nhân quyền Thorolf Rafto và Giải tưởng niệm Thorolf Rafto
Sau cái chết của Thorolf Rafto, các bạn và các đồng nghiệp của ông đã đồng ý thiết lập "Quỹ Nhân quyền Thorolf Rafto" để tiếp tục sự nghiệp đấu tranh cho quyền tự do ngôn luận ở Đông Âu của ông. Quỹ này cũng trao một giải thưởng cho những nhà hoạt động nhân quyền gọi là Giải tưởng niệm Thorolf Rafto.
Tuy nhiên, sau sự sụp đổ của Liên Xô và Đông Âu và hậu quả là việc dân chủ hóa các nước Đông Âu, thì Quỹ này đã mở ra thêm những khả năng mới để làm việc với các khu vực địa lý khác để thúc đẩy vấn đề nhân quyền. Ngay từ năm 1990, giải tưởng niệm Thorolf Rafto đã được trao cho bà Aung San Suu Kyi, một nhà lãnh đạo dân chủ Miến Điện và trong năm sau bà đã được trao giải Nobel Hòa bình cho cuộc đấu tranh bất bạo động của bà cho dân chủ và nhân quyền.
Ý tưởng ban đầu của giải tưởng niệm Rafto là cung cấp một nền tảng thông tin cơ bản về người đoạt giải để giúp họ có thể nhận được sự chú ý hơn nữa từ các phương tiện truyền thông và sự hỗ trợ quốc tế của các tổ chức chính trị và phi chính trị. Bằng việc trao giải này, Quỹ Nhân quyền Thorolf Rafto tìm cách mang lại sự chú ý đến những tiếng nói độc lập vì trong các chế độ áp bức, tham nhũng, họ đã không hề được lắng nghe. Ngoài Aung San Suu Kyi, thì 4 nhân vật đoạt giải tưởng niệm Thorolf Rafto sau như José Ramos-Horta, Kim Dae-jung và Shirin Ebadi đều được trao tiếp giải Nobel Hòa bình.